# Australachalcus browni
Australachalcus browni är en tvåvingeart som beskrevs av Marc Pollet 2005. Australachalcus browni ingår i släktet Australachalcus och familjen styltflugor.
Artens utbredningsområde är Costa Rica. Inga underarter finns listade i Catalogue of Life.